# La batalla de Okinawa
La batalla de Okinawa es una película japonesa de 1971, del género bélico-histórico, dirigida por Kihachi Okamoto. Está basada en la batalla de Okinawa, acaecida durante la Segunda Guerra Mundial.

## Argumento
Tras la conquista de la isla de Iwo Jima en la Guerra del Pacífico, los estadounidenses se dirigen a la Isla de Okinawa. La película describe los dos meses y medio que duró la batalla. En la película no existen lo que podrían denominarse protagonistas ya que cuenta diferentes historias dentro de un mismo contexto que es esta batalla. Entre algunas de estas historias están: el comandante Mitsuru Ushijima, dos gobernadores, soldados, médicos y enfermeras, civiles.
En la primera parte de la película podemos ver como se organizan y visionan la batalla los japoneses convenciendo a la población de que van a ganar pero para ello los civiles también deberán luchar pero lo único que consiguen es instaurar el miedo. A medida que avanza la película podemos observar una desorganización y falta de armamento una de las soluciones que ponen es enviar a kamikazes para poder destruir la aviación estadounidense más fácil y rápidamente, pero aun así no consiguen detenerlos.
Iban pasando los días y los estadounidenses avanzaban cada vez más provocando el terror y una gran cantidad de suicidios en la población japonesa. Poco a poco los japoneses tanto por aire, mar y tierra van cayendo y van saliendo algunos de los errores cometidos a la luz.
En la película hay escenas terribles, como las de civiles que se suicidan en grupo con granadas, y luego se matan unos a otros los que están malheridos o la de las chicas estudiantes junto al mar, tomando pastillas para quitarse la vida, ambas escenas forman parte del final de la película.

## Reparto y personajes
- Kihachi Okamoto como general Ushijima.
- Yuzo Kayama
- Tetsuro Tamba
- Tatsuya Nakadai como coronel Hiromichi Yahara
- Mayumi Ohzora
- Katsuhiko Sasaki
- Kenji Sahara
- Eisei Amamoto como oficial general de Okinawa
- Ryo Ikebe como contraalmirante Ota
- Ichirô Nakatani

## Producción
La película está producida por Sanezumi Fujimoto, jefe de producción de Toho Studios. Él también ha producido muchas otras películas, incluyendo The End of Summer, de Yasujiro Ozu, The Sword of Doom, de Kihachi Okamoto, y Longest Day, de Japón, y varias películas dirigidas por Mikio Naruse.

## Banda sonora
El compositor de la banda sonora es Masaru Sato, que durante 44 años estuvo asociado con Toho Studios, escribió más de 300 bandas sonoras de películas, entre ellas destaca su colaboración en películas sobre Godzilla. También creó música para series de televisión japonesas como Water Margin. Fue nominado a la Mejor Música en el 15° Premio de la Academia de Japón.
El estilo de Sato está influenciado considerablemente de Akira Ifukube, el principal compositor de las películas de Godzilla. Sato empleó estilos populares occidentales y jazz ligero en sus partituras cinematográficas. Sato aparentemente nunca sintió la necesidad de componer para el escenario de conciertos, escribiendo exclusivamente para cine.